# Puentes de Amaya
Puentes de Amaya es un despoblado situado en la provincia de Burgos, comunidad autónoma de Castilla y León (España), comarca de Odra-Pisuerga, ayuntamiento de Sotresgudo.

## Datos generales
En 2006 era un despoblado, contaba con 0 habitantes. A 993 metros de altitud y situado 10 km al nordeste de la capital del municipio, Sotresgudo, con acceso desde la carretera  BU-610  que comunica con Alar del Rey, pasando por Salazar de Amaya que se encuentra a 5 km., bañado por el arroyo de Los Tovares, afluente del Pisuerga por la margen izquierda y que nace en Peña Amaya junto a esta localidad.
Se localizaba al final de un valle que sigue de norte a sur el curso de un pequeño río Fresno, al pie de un imponente cinto rocoso entre las peñas de Amaya y Albacastro.
Sus términos más próximos son: al norte, en Cinto de Puentes; al sur la Pradera, planicie herbácea donde pastaba el ganado vacuno, y El Barrio, antiguo despoblado en el que aseguran existe una fuente en la que se oye el mar; al este Valdemaya, vallejo que bordea la ladera norte de la Peña Amaya; y al oeste, Peña Lastra y caminos a Valtierra de Albacastro, Rebolledo de Traspeña y Cuevas de Amaya.

## Historia
Una donación de la segunda mitad del siglo IX coloca "in Castella in territorio Amaia" a este lugarejo situado al noroeste de la Peña, en concreto se le menciona en la donación que Sancho García y su esposa Urraca hicieron a la iglesia de Cervatos en el año 999 (Zabalza considera que el documento es falso).
Se le cita hacia 1250 en la relación de pueblos que contribuían a la mitra burgalesa (España Sagrada) y en 1752 aparece en el Catastro de la Ensenada, como perteneciente al señorío del duque de Frías.
Sus libros parroquiales comienzan en el año 1592.
Lugar en la Cuadrilla de Amaya que formaba parte del Partido de Villadiego, uno de los catorce que formaban la Intendencia de Burgos, durante el periodo comprendido entre 1785 y 1833, en el Censo de Floridablanca de 1787, jurisdicción de señorío siendo su titular el duque de Frías, alcalde ordinario.
Antiguo municipio, denominado Puentes junto a Amaya en Castilla la Vieja.
En el censo de la matrícula catastral contaba con 6 hogares y 22 vecinos. Entre el censo de 1857 y el anterior, este municipio desaparece porque se integra en el municipio de Salazar de Amaya.

## Despoblado
En 1900 había 52 habitantes y 50 en 1950. En 1970 todavía contaba con ocho casas destinadas a vivienda y estaba habitado por tres familias. Tres años más tarde era ya un despoblado. Hoy sin ninguna casa en pie, este pueblo es un montón de ruinas apenas perceptible por la salvaje vegetación que todo lo envuelve.

La no disposición de una carretera mínimamente aceptable (la actual concentración parcelaria  se construyó cuando ya no había nadie en el pueblo) y la falta de luz eléctrica (la que recibieron de Amaya duró muy poco tiempo), fueron las principales causas de su muerte. Aunque hubo también otras causa, como por ejemplo la invasión de culebras que sufrió el pueblo en sus últimos años ("entraban ya en las casas y picaban a las vacas")

## Patrimonio
Iglesia de la Purificación de Nuestra SeñoraEn ruinas e invadida de vegetación (2018). De una nave. Tenía elementos románicos y renacentistas, óculos, capiteles y fustes a la entrada del presbiterio. Ábside rectangular. Portada con arco de medio punto. Su retablo se encuentra en el Museo del Retablo de Burgos; con una Virgen sedente de finales del siglo XIII o inicios del XIV, incluida como elemento central del retablo de Castrillo Mota de Judíos. Es una talla en madera policromada, de 85 cm de altura.
Fuente medievalCon arco de piedra.